# Монрупино
Монрупино (на италиански: Monrupino; на словенски: Repentabor, Репентабор) е село и община в Италия, в регион Фриули-Венеция Джулия, провинция Триест. Населението е 880 души (2008).

## Език
Официални общински език са и италианският и словенският. Най-голямата част от населението говори словенски.
| %     | Роден език      |
| 22,70 | Италиански език |
| 77,30 | Словенски език  |